# André Bizette-Lindet
André Bizette-Lindet (Savenay, 28 de febrer de 1906 - Sèvres, 28 de desembre de 1998) fou un escultor i medallista francès. Guanyador del Premi de Roma d'escultura amb l'obra Li lanceur de javelot, sent alumne de l'Escola Nacional Superior de Belles Arts de París. El 1937 Andre Bizette rep l'encàrrec de l'Estat francès per produir les portes de bronze del Museu d'Art Modern de París. El 1938 va participar en la decoració de l'Ambaixada de França a Ottawa. Representant oficial de França al Pavelló francès a la Fira Internacional de Nova York, 1939 - 1940. En la segona part de la seva carrera, s'unirà al grup de recerca que busca l'articulació de l'escultura a l'arquitectura contemporània.

## Obres
La seva obra, tallada en una gran varietat de materials (pedra arenisca, granit, bronze, ceràmica ..., és en gran part monumental. També ha realitzat pintures, l'oli i artnet.com. Entre les millors i més conegudes obres de Wikström s'inclouen les següents:
- Li lanceur de javelot - llançador de javelina,, escultura exempta, guix, en dipòsit de l'Escola Nacional Superior de Belles Arts de París.
- L'INSPIRATION Romane - La inspiració romana
- Quatre bases de pedra tallada: Dos personatges alats (incloent l'àguila de Sant Joan), dos Pegasos, preparats per a la Catedral de Rouen.
- Tomba del Cardenal Georges Grente (1872 - 1959), Bisbe de Mans (1918), a la Catedral de Mans. Cap 1965.
- Bust en marbre duna dona.
- Sirène - sirena, bronze amb pàtina, signat, foneria Susse Frères, París.

### Encàrrecs oficials
Aquests són alguns dels treballs: Llista d'obres de 'André Bizette-Lindet', detallades en Lloc de l'ambaixada a Ottawa Arxivat 2012-01-12 a Wayback Machine.
- El baix relleu que cobreix gran part de la salle des séances al Palais de l'Europe a Estrasburg.
- Va col·laborar en la reconstrucció de Saint-Malo.
- Estàtua del rei a la Catedral de Reims.
- Monument als australians que van morir per França.
- Monument als màrtirs de la Resistència a Lilla, Chauny.
- L'altar principal de la catedral.
- L'homenatge a Jean Bart a Dunkerque.
- Decoració d'un saló al Palais de l'Élysée.